# Восход (Мішкинський район, Курганська область)
Восхо́д (рос. Восход) — село у складі Мішкинського району Курганської області, Росія. Адміністративний центр Восходської сільської ради.
Населення — 806 осіб (2010, 989 у 2002).